# Floria Gueï
Floria Gueï, née le 2 mai 1990 à Nantes, est une athlète française spécialiste du 400 mètres, licenciée au club de Entente Sud lyonnais. 
Championne d'Europe en salle du 400 m en 2017 à Belgrade, elle remporte également plusieurs médailles avec le relais 4 × 400 m lors de divers championnats : le titre continental en plein air en 2014 à Zurich, le titre continental en salle en 2015 à Prague, trois autres médailles d'argent aux championnats d'Europe de 2012, 2016 et 2018, ainsi que la médaille de bronze aux Mondiaux de Moscou en 2013.

## Biographie

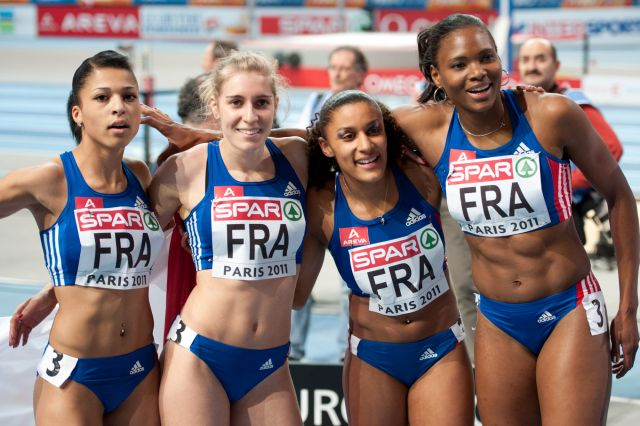
Floria Gueï et le relais 4 × 400 m lors des Championnats d'Europe en salle 2011 à Paris.

Son père est ivoirien et sa mère française (bretonne).
Elle a étudié au lycée nantais Saint-Joseph du Loquidy, comme Agnès Raharolahy. Puis elle poursuit des études supérieures, notamment à l'école EM Lyon Business School.
Elle remporte les titres juniors du 200 m et du 400 m des Championnats de France 2009. Elle est sélectionnée pour la première fois en équipe de France A à l'occasion des Championnats d'Europe par équipes 2010 de Bergen où elle se classe quatrième du relais 4 × 400 m. Championne de France espoirs du 200 m, elle participe aux séries du 4 × 400 m lors des Championnats d'Europe de Barcelone mais n'est pas retenue pour la finale.
En mars 2011, Floria Gueï remporte en tant que dernière relayeuse la médaille de bronze du relais 4 × 400 m lors des Championnats d'Europe en salle de Paris-Bercy. L'équipe de France, composée par ailleurs de Muriel Hurtis, Lætitia Denis et Marie Gayot s'incline avec le temps de 3 min 32 s 16 face à la Russie et au Royaume-Uni.
Elle décroche la médaille d'argent du relais 4 × 400 m lors des Championnats d'Europe 2012 d'Helsinki, en compagnie de ses compatriotes Phara Anacharsis, Marie Gayot et Lénora Guion-Firmin. L'équipe de France, qui établit le temps de 3 min 25 s 49, est devancée par l'Ukraine.

### Médaille de bronze aux Championnats du monde (2013)

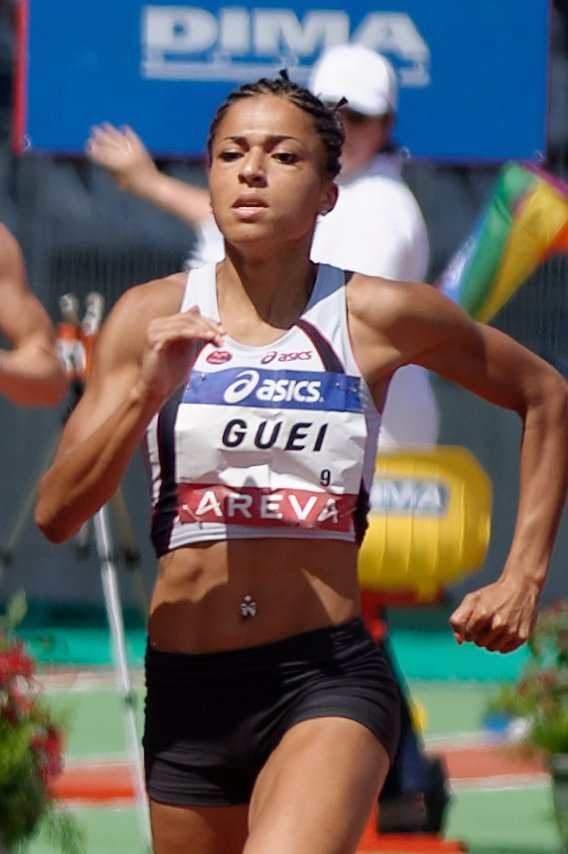
Floria Gueï lors des Championnats de France 2013.

En août 2013, elle termine au pied du podium du relais 4 × 400 m lors des Championnats du monde de Moscou en 3 min 24 s 21, en compagnie de Gayot, Hurtis et Guion. Mais, en 2017, le relais russe est disqualifié en raison du test antidopage positif de deux de ses athlètes et les Françaises récupèrent, en conséquence, la médaille de bronze. Le 26 juillet suivant, l'IAAF annonce que les relais de ces mondiaux recevront leurs médailles le 4 août, à l'occasion de la journée d'ouverture des Championnats du monde de Londres. Sur le plan individuel, Floria Gueï atteint les demi-finales du 400 m où elle égale son record personnel en 51 s 42.

### Révélation internationale aux championnats d'Europe (2014)
En août 2014, Floria Gueï participe aux championnats d'Europe de Zürich : sur l'épreuve individuelle du 400 m, elle est éliminée en demi-finale, ce qui est alors pour la Française une très grosse déception. Elle est de nouveau sélectionnée pour la finale du relais 4 × 400 m, le 17, en compagnie de Marie Gayot, Muriel Hurtis, et Agnès Raharolahy en tant que dernière relayeuse. Partie en quatrième position à plus de dix mètres du trio de tête (Ukraine, Russie et Royaume-Uni), Floria Gueï réalise l'un des plus beaux exploits du sport français en effectuant une remontée historique dans la dernière ligne droite, dépassant ses adversaires pour terminer en tête alors que le podium semblait impossible. Avec cette course, elle attire l’œil des spécialistes du monde entier et cette ligne droite la révèle,,,. 
Elle améliore en fin de saison son record personnel à Rieti en le portant à 51 s 30. Durant l'hiver 2015, elle remporte le titre continental en salle du relais 4 × 400 m à Prague, peu après avoir été éliminée en demi-finale du 400 m. Lors de la saison estivale, elle effectue un 400 m à Marseille en 51 s 27, nouveau record personnel puis à Nancy en 51 s 09. Cette performance constitue la meilleure performance européenne de l'année et la place au deuxième rang du classement des meilleures françaises de tous les temps sur 400 m. Une dizaine de jours plus tard, elle améliore ce chrono de trois centièmes lors des Championnats de France de Villeneuve-d'Ascq en 51 s 06. Cinq jours plus tard, elle passe pour la première fois sous la barre des 51 secondes lors du Meeting Herculis de Monaco en prenant la cinquième place avec 50 s 90. 
Aux championnats du monde de Pékin le mois suivant, elle améliore en série son record personnel à 50 s 89. Elle est ensuite éliminée en demi-finale. Qualifiée avec l'Équipe de France sur le relais 4 × 400 m, Agnès Raharolahy chute à la suite d'une bousculade avec l'athlète du Nigeria alors qu'elle était en troisième position. L'équipe de France termine septième de la finale en 3 min 26 s 45.

### Vice-championne d'Europe du 400 m à Amsterdam (2016)

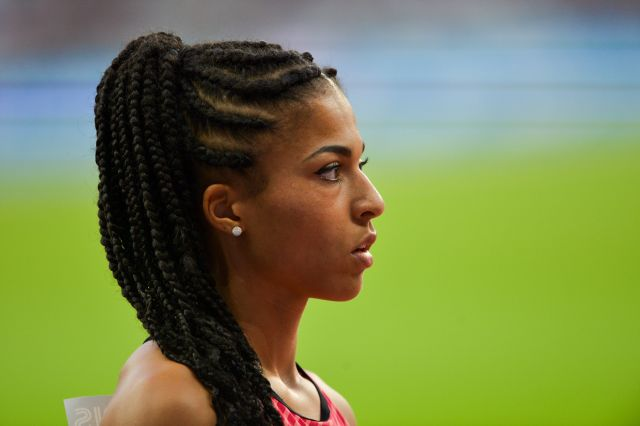
Floria Gueï à l'occasion du Meeting de Paris 2016.

Durant la saison en salle 2016, Gueï établit un record personnel sur 200 m en 23 s 23. Le 21 février suivant, sur une distance peu courue, la Française bat le record de France du 300 m en 36 s 46.
Début mai, elle confirme sa progression en réalisant 23 s 06 (+ 0,0 m/s) sur 200 m lors des Interclubs de Grenoble. Le 29 mai, elle réalise les minimas olympiques (qui sont de 51 s 30) en courant 51 s 23 à Vénissieux mais ne sont pas éligibles car la performance doit être réalisée dans une compétition nationale ou internationale,. Elle officialise ce temps le 5 juin où elle bat son record personnel lors du Birmingham Grand Prix en 50 s 84 et s'adjuge la victoire.
Le 11 juin à Genève, la Française remporte le 200 m en 23 s 00, record personnel à nouveau. Le 8 juillet, Gueï remporte sa 1re médaille internationale individuelle en décrochant la médaille d'argent du 400 m des Championnats d'Europe d'Amsterdam en 51 s 21, derrière l'Italienne Libania Grenot (50 s 73) mais devant la Britannique Anyika Onuora (51 s 47). Deux jours plus tard, elle s'empare de nouveau de l'argent avec le relais 4 × 400 m en 3 min 25 s 96.

### Championne d'Europe en salle à Belgrade (2017), saison estivale écourtée
Le 12 février 2017, Floria Gueï bat à Metz son record personnel du 400 m en salle, en 51 s 99. Elle se place comme une des favorites pour le titre aux Championnats d'Europe en salle de Belgrade. Elle confirme ce statut en remportant, le 4 mars, son premier titre international individuel sur 400 m en s'imposant en 51 s 90, record personnel.
En vue de la saison estivale, Floria Gueï aborde un nouveau schéma de course à l'occasion des Interclubs où elle termine en 52 s 05. Le 8 juin, elle réalise 51 s 51 à Rome et échoue à un centième des minimas pour les championnats du monde de Londres (51 s 50). Mais, diminuée par des problèmes de dos, elle est contrainte de déclarer forfait pour les Championnats d'Europe par équipes de Lille du 22 au 24 juin. Guérie, elle retrouve la piste la semaine suivante à l'occasion du Meeting de Paris mais doit se contenter d'un chrono décevant de 52 s 33 avant de subir, aux Championnats de France à Marseille un revers en étant battue par Elea-Mariama Diarra sur le fil (51 s 92 contre 52 s 08). N'ayant toujours pas réalisé les minimas pour Londres, la Française est tout de même sélectionnée par la Fédération Française dans sa liste du 18 juillet. Néanmoins, la Fédération annonce le forfait de Floria Gueï pour les mondiaux pour des raisons médicales (et non pas une blessure) et son entraîneur précise que l'objectif désormais se tourne vers les Championnats d'Europe 2018 à Berlin. Cette raison médicale se révélait être un kyste bénin.

### Changement d’entraîneur (2018) et maternité (2019)
Floria Gueï annonce le 13 septembre 2017 qu'elle cesse sa collaboration avec Djamel Boudebibah, quittant Lyon pour Montpellier et le groupe de Bruno Gajer. Au cours de l'hiver 2018, elle participe à deux 200 m et un 300 m. Démarrant sa saison estivale par une victoire aux Interclubs sur 400m, elle réalise sa meilleure rentrée en 51 s 93 à Reims. Elle réalise les minimas pour les championnats d'Europe 2018 de Berlin lors du meeting de Charlety en 51 s 71, quelques jours avant de récupérer son titre de championne de France à Albi en 51 s 52, devant Elea-Mariama Diarra et Déborah Sananes. Lors de la Coupe du monde d'athlétisme de Londres, elle prend la deuxième place du 400 m derrière la Jamaïcaine Stephenie Ann McPherson en 51 s 84, battant toutes ses adversaires européennes. 
Aux championnats d'Europe de Berlin, elle passe aisément le premier tour en 51 s 89. Lors de la demi-finale, elle ne termine que quatrième de sa course en battant son meilleur temps de l'année (51 s 50). Elle est contrainte d'attendre la fin des deux autres courses avec la Néerlandaise Lisanne de Witte sur les « hot seats » pour savoir si elle peut figurer parmi les deux qualifiées aux temps. Finalement, les deux jeunes femmes sont repêchées au temps et se jettent dans les bras l'une de l'autre, soulagées et heureuses de se qualifier en finale. Deux jours plus tard, Floria Guei termine 7e de cette finale, au couloir numéro 1, en 51 s 57. À peine une heure et demie plus tard, elle s'aligne sur le relais 4 × 400 m en compagnie de ses coéquipières Elea Mariama Diarra, Déborah Sananès et Agnès Raharolahy. Elle conclut ce relais par une médaille d'argent, finissant derrière les Polonaises. Cette médaille est la quatrième d'affilée pour les Françaises sur 4 × 400m aux Championnats d'Europe.
Le 14 février 2019, Floria Guei annonce sa grossesse sur son compte Instagram. Elle ne défend donc pas son titre continental aux Championnats d'Europe en salle de Glasgow et n'est pas présente aux Championnats du monde de Doha. Elle donne naissance à un garçon, Cameron, le 23 avril 2019. 
Elle revient à la compétition en 2020, saison perturbée par la pandémie de Covid-19, remportant un 200 m à Montpellier en 23 s 60, devançant notamment la championne du monde de l'heptathlon, Katarina Johnson-Thompson.
Elle annonce peu après qu'elle retourne s'entrainer avec Djamel Boudebibah pour préparer les Jeux olympiques de Tokyo, où elle a pour objectif de se qualifier en finale. Elle ne réussit cependant pas les minima requis en individuel et n'est sélectionnée que pour le relais 4 x 400 m, relais cependant éliminé dès les séries de la compétition.

## Palmarès

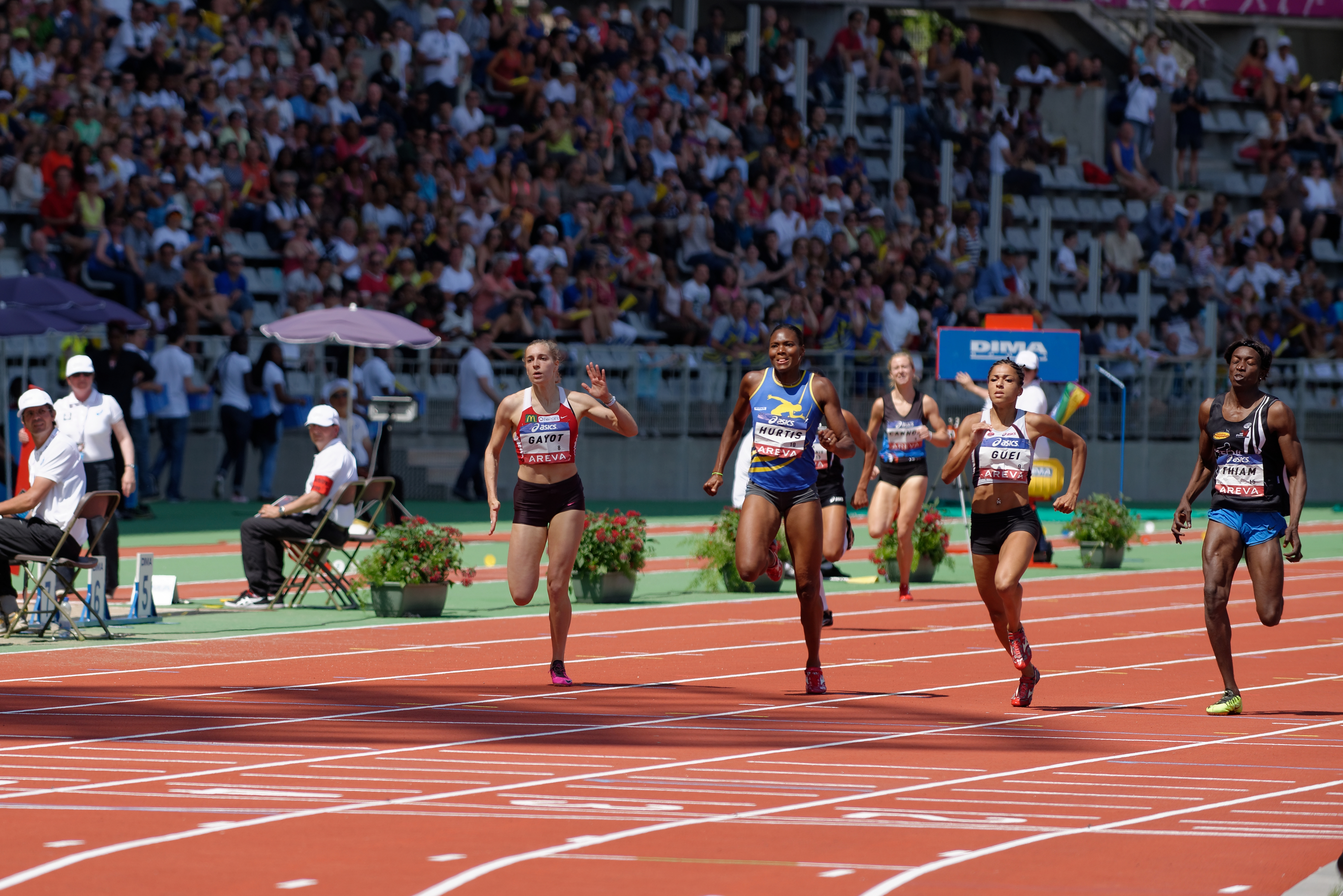
Floria Gueï remportant la finale du 400 m lors des Championnats de France d'athlétisme 2013.

### International
| Date | Compétition                          | Lieu             | Résultat | Épreuve   | Temps         |
| ---- | ------------------------------------ | ---------------- | -------- | --------- | ------------- |
| 2007 | Fest. olympique de la jeunesse euro. | Belgrade         | 2e       | 4 × 100 m | 46 s 43       |
| 2011 | Championnats d'Europe en salle       | Paris            | 3e       | 4 × 400 m | 3 min 32 s 16 |
| 2011 | Championnats d'Europe espoirs        | Ostrava          | 3e       | 4 × 400 m | 3 min 31 s 73 |
| 2012 | Championnats d'Europe                | Helsinki         | 2e       | 4 × 400 m | 3 min 25 s 49 |
| 2012 | Jeux olympiques                      | Londres          | 5e       | 4 × 400 m | 3 min 25 s 92 |
| 2013 | Championnats d'Europe par équipes    | Gateshead        | 3e       | 4 × 400 m | 3 min 29 s 55 |
| 2013 | Championnats du monde                | Moscou           | 3e       | 4 × 400 m | 3 min 24 s 21 |
| 2013 | Jeux de la Francophonie              | Nice             | 1re      | 400 m     | 52 s 31       |
| 2013 | Jeux de la Francophonie              | Nice             | 3e       | 4 × 400 m | 3 min 35 s 20 |
| 2014 | Relais mondiaux de l'IAAF            | Nassau           | 4e       | 4 × 400 m | 3 min 25 s 84 |
| 2014 | Championnats d'Europe par équipes    | Brunswick        | 3e       | 4 × 400 m | 3 min 28 s 35 |
| 2014 | Championnats d'Europe                | Zurich           | 1re      | 4 × 400 m | 3 min 24 s 28 |
| 2015 | Championnats d'Europe en salle       | Prague           | 1re      | 4 × 400 m | 3 min 31 s 61 |
| 2015 | Relais mondiaux de l'IAAF            | Nassau           | 4e       | 4 × 400 m | 3 min 26 s 68 |
| 2015 | Championnats d'Europe par équipes    | Tcheboksary      | 1re      | 400 m     | 51 s 55       |
| 2015 | Championnats d'Europe par équipes    | Tcheboksary      | 2e       | 4 × 400 m | 3 min 28 s 84 |
| 2015 | Championnats du monde                | Pékin            | 6e       | 4 × 400 m | 3 min 26 s 45 |
| 2016 | Championnats d'Europe                | Amsterdam        | 2e       | 400 m     | 51 s 21       |
| 2016 | Championnats d'Europe                | Amsterdam        | 2e       | 4 × 400 m | 3 min 25 s 96 |
| 2016 | Jeux olympiques                      | Rio de Janeiro   | 11e      | 400 m     | 51 s 08       |
| 2016 | Jeux olympiques                      | Rio de Janeiro   | 9e       | 4 × 400 m | 3 min 26 s 18 |
| 2016 | Ligue de diamant                     | Ligue de diamant | 7e       | 400 m     | détails       |
| 2016 | DécaNation                           | Marseille        | 2e       | 400 m     | 51 s 99       |
| 2017 | Championnats d'Europe en salle       | Belgrade         | 1re      | 400 m     | 51 s 90       |
| 2017 | Championnats d'Europe en salle       | Belgrade         | 5e       | 4 × 400 m | 3 min 33 s 61 |
| 2017 | Relais mondiaux de l'IAAF            | Nassau           | 8e       | 4 × 400 m | 3 min 35 s 03 |
| 2018 | Coupe du monde                       | Londres          | 2e       | 400 m     | 51 s 84       |
| 2018 | Coupe du monde                       | Londres          | 3e       | 4 × 400 m | 3 min 25 s 91 |
| 2018 | Championnats d'Europe                | Berlin           | 7e       | 400 m     | 51 s 57       |
| 2018 | Championnats d'Europe                | Berlin           | 2e       | 4 × 400 m | 3 min 27 s 17 |

### National

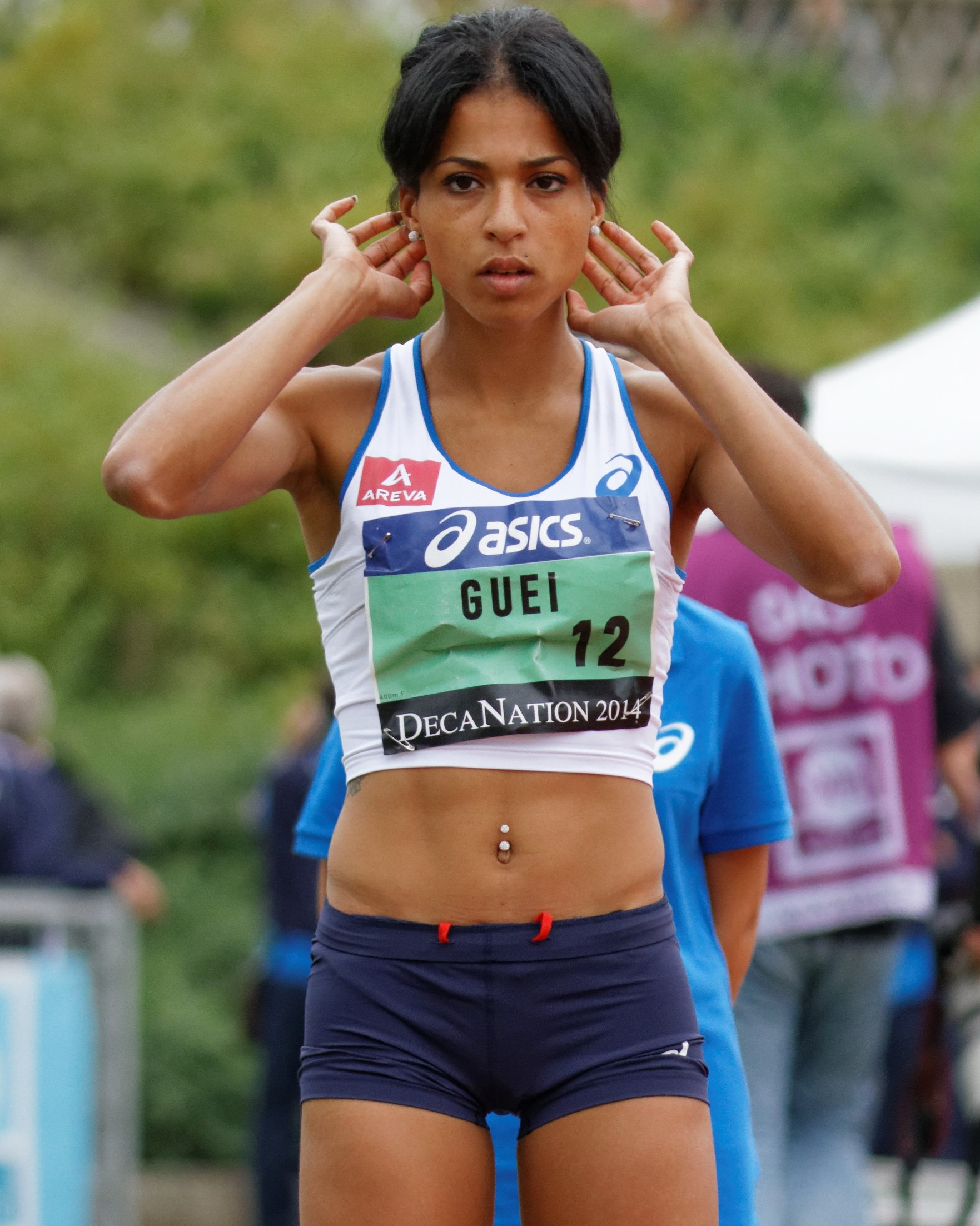
Floria Gueï au DécaNation 2014.

| Année | Compétition            | Lieu              | Épreuve | Place | Temps   |
| ----- | ---------------------- | ----------------- | ------- | ----- | ------- |
| 2012  | Championnats de France | Angers            | 400 m   | 2e    | 52 s 36 |
| 2013  | Championnats de France | Paris             | 400 m   | 1er   | 52 s 05 |
| 2014  | Championnats de France | Reims             | 400 m   | 2e    | 52 s 58 |
| 2015  | Championnats de France | Villeneuve-d'Ascq | 400 m   | 1re   | 51 s 06 |
| 2016  | Championnats de France | Angers            | 400 m   | 1re   | 51 s 21 |
| 2017  | Championnats de France | Marseille         | 400 m   | 2e    | 52 s 08 |
| 2018  | Championnats de France | Albi              | 400 m   | 1re   | 51 s 52 |
| 2021  | Championnats de France | Angers            | 400 m   | 2e    | 51 s 77 |

## Records
| Épreuve | Épreuve   | Temps        | Lieu       | Date            |
| ------- | --------- | ------------ | ---------- | --------------- |
| 200 m   | Plein air | 23 s 00      | Genève     | 11 juin 2016    |
| 200 m   | En salle  | 23 s 23      | Lyon       | 31 janvier 2016 |
| 300 m   | En salle  | 36 s 46 (NR) | Metz       | 21 février 2016 |
| 400 m   | Plein air | 50 s 84      | Birmingham | 5 juin 2016     |
| 400 m   | En salle  | 51 s 90      | Belgrade   | 4 mars 2017     |